# Rouge et Vert
 (janvier 2016).
Si vous disposez d'ouvrages ou d'articles de référence ou si vous connaissez des sites web de qualité traitant du thème abordé ici, merci de compléter l'article en donnant les références utiles à sa vérifiabilité et en les liant à la section « Notes et références ».
Le Journal des Alternatifs est une publication politique.
Le Journal des Alternatifs traite non seulement de l'actualité politique, publie les positions et comptes rendus des Alternatifs mais publie aussi des articles sur l'actualité sociale, écologique, internationale, altermondialiste, autogestionnaire, féministe ainsi que des contributions plus théoriques ou des tribunes politiques et ouvre régulièrement ses pages aux acteurs de la gauche alternative et du mouvement social.
Avant d'être le journal des Alternatifs, il a été celui de k'Alternative rouge et verte (1989-1998) et continue depuis sous une nouvelle série.
Le journal a été hebdomadaire jusqu'à fin 2002 et paraît maintenant environ toutes les deux semaines avec un contenu plus étoffé. 
Il est diffusé à 2 000 exemplaires.